# Lee Aaron
Pour les articles homonymes, voir Aaron.
Lee Aaron (née Karen Lynn Greening le 21 juillet 1962 à Belleville, Ontario) est une chanteuse canadienne de metal et de jazz.

## Discographie

### Lee Aaron Project
- 1982 : The Lee Aaron Project

### Lee Aaron
- 1984 : Metal Queen
- 1985 : Call of the Wild
- 1987 : Lee Aaron
- 1989 : Body Rock
- 1991 : Some Girls Do
- 1992 : Powerline - The Best Of Lee Aaron (1re compilation)
- 1994 : Emotional Rain
- 1996 : 2Preciious
- 2005 : Museum : Videos, Clips And More 1997 – 2005
- 2008 : Rarities, studio & live: 1981-2008
- 2012 : Live in Sweden (DVD)
- 2012 : Radio Hitz and More… (nouvelle compilation)
- 2016 : Fire And Gasoline (-title will be released on March 25, 2016.)

### Lee Aaron and the swingin' barflies
- 2000 : Slick Chick
- 2004 : Beautiful Things

### Autres participations
- Scorpions :
  - Savage Amusement : chœurs sur Rhythm Of Love